# Sonja Gerhardtová
Sonja Gerhardtová (* 2. dubna 1989 Berlín) je německá herečka.
Pochází ze západoberlínského Reinickendorfu a začínala jako tanečnice v dětském souboru Friedrichstadt-Palastu. V roce 2006 dostala první roli v telenovele Schmetterlinge im Bauch. Objevila se ve více než padesáti rolích, mj. v televizních seriálech Volejte policii 110, Místo činu, Einsteinovy záhady, Deník doktorky a Deutschland 83. Jako dabérka účinkovala v německé verzi filmů Camp Rock a Toy Story 4: Příběh hraček. Byla obsazena do amerického horrorového filmu Paranormal Activity: The Other Side, jehož premiéra se plánuje na říjen 2022.
Ztvárnila hlavní postavu Moniky Schöllackové v historickém seriálu Tančírna na hlavní třídě ’56. Za tuto roli získala v roce 2017 Německou televizní cenu a cenu Jupiter. Byla také nominována na International Emmy Awards.
Jejím koníčkem je rybaření.

## Filmografie
| Rok  | Název                            | Role           | Poznámky |
| ---- | -------------------------------- | -------------- | -------- |
| 2008 | Léto                             | Vic            |          |
| 2009 | Žáby k zulíbání 3                | Melanie        |          |
| 2009 | Sopka                            | Paula          | TV film  |
| 2010 | Kopí osudu                       | Krimi          | TV film  |
| 2011 | Cizí holka                       | Elodie         | TV film  |
| 2012 | Sněženka a Růženka               | Sněženka       |          |
| 2012 | Turecky snadno a rychle          | Cleo           |          |
| 2013 | Na vlnách lásky                  | Nele           |          |
| 2014 | Tanečníci z Dessau               | Matti          |          |
| 2018 | Studené nohy                     | Charlotte      |          |
| 2020 | Tajemství mořské hlubiny         | Patrizia       |          |
| 2020 | Jim Knoflík a Bláznivá třináctka | Sursulapitschi |          |